# Les Enfants de Salem
Série
Les Vampires de Salem
(1979)
Pour plus de détails, voir Fiche technique et Distribution.
Les Enfants de Salem (A Return to Salem's Lot) est un film d'horreur américain écrit et réalisé par Larry Cohen, sorti en 1987.
C'est une suite librement adaptée du téléfilm Les Vampires de Salem, lui-même adapté du roman Salem de Stephen King.

## Synopsis
L'anthropologiste Joe Weber retourne à Salem's Lot, ville de son enfance, accompagné de son fils, et découvre qu'elle est désormais peuplée de vampires. Les vampires, connaissant le côté amoral de Weber, lui demandent d'écrire leur histoire, ce que commence à faire Weber, qui refuse de les juger. Mais la nature maléfique des vampires lui apparaît de plus en plus et le chasseur de nazis Van Meer arrive également à Salem. 

## Fiche technique
- Titre original : A Return to Salem’s Lot
- Titre français : Les Enfants de Salem
- Réalisation : Larry Cohen
- Scénario : Larry Cohen et James Dixon, d'après le roman de Stephen King
- Décors : Richard Frisch
- Costumes : Catherine Zuber
- Photographie : Daniel Pearl
- Montage : Armond Lebowitz
- Musique : Michael Minard
- Production : Paul Kurta
- Société de production : Larco Productions
- Société de distribution : Warner Bros. Pictures
- Pays de production : États-Unis
- Langue originale : anglais
- Format : couleur
- Genre : horreur
- Durée : 101 minutes
- Dates de sortie :
  - États-Unis : 11 septembre 1987
  - France : 2 mars 1988

## Distribution
- Michael Moriarty : Joe Weber
- Samuel Fuller : Van Meer
- Ricky Addison Reed : Jeremy Weber
- Andrew Duggan : le juge Axel
- Evelyn Keyes : Madame Axel
- Jill Gatsby : Sherry
- June Havoc : Tante Clara
- Tara Reid : Amanda